# Fred M. Warner

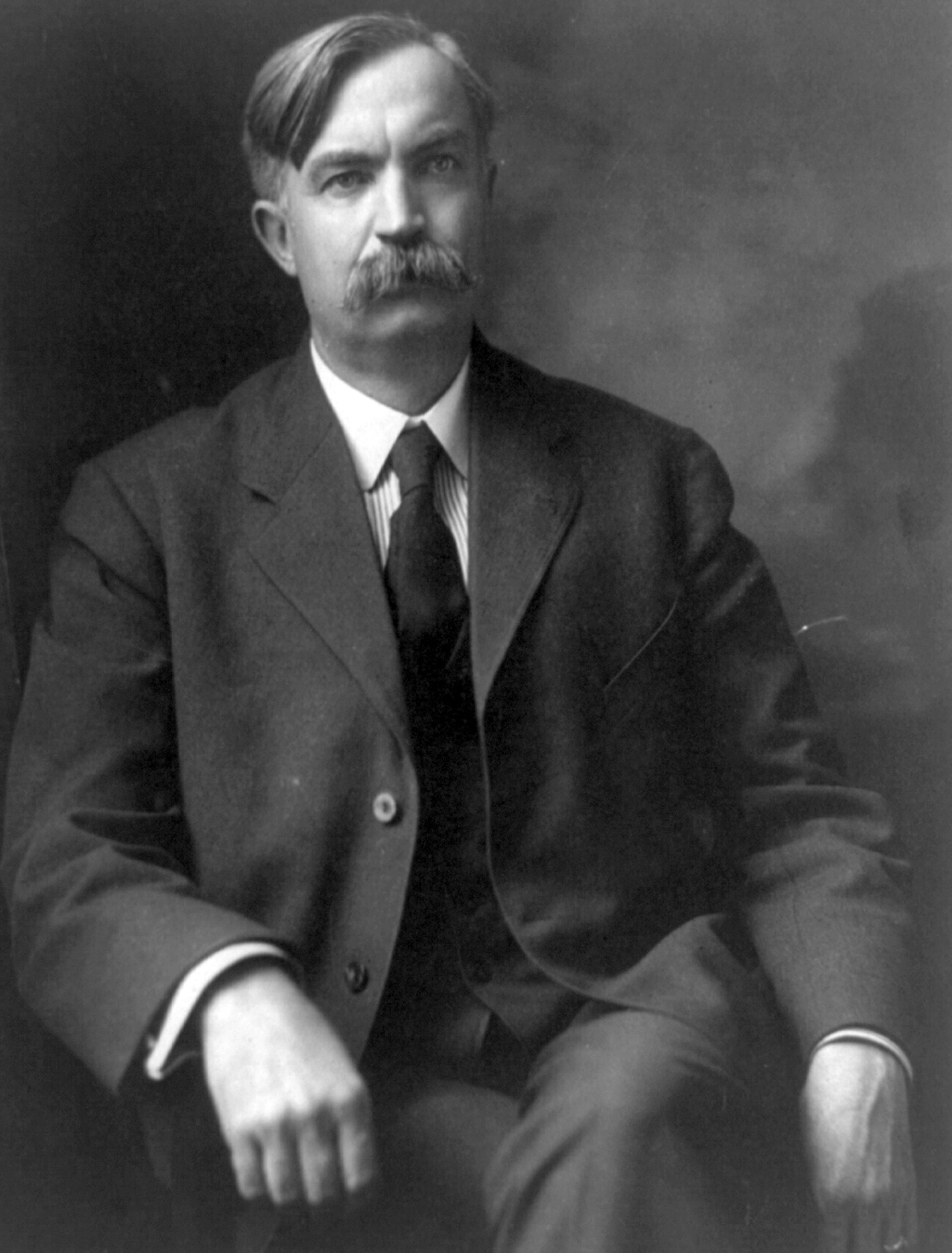
Fred M. Warner.

Fred M. Warner, född 21 juli 1865 i Hickling, Nottinghamshire, död 18 april 1923 i Orlando, Florida, var en amerikansk republikansk politiker. Han var guvernör i delstaten Michigan 1905–1911.
Warner, som föddes i England, blev föräldralös i en ålder av tre månader och adopterades av en familj i Michigan. Efter studier vid Michigan Agricultural College (numera Michigan State University) gjorde han karriär inom affärslivet och grundade tretton ostfabriker.
Warner var delstatens statssekreterare (Michigan Secretary of State) 1901–1905 och efterträdde därefter Aaron T. Bliss som guvernör. Efter tre mandatperioder som guvernör efterträddes Warner av Chase Osborn.
Metodisten och frimuraren Warner gravsattes på Oakwood Cemetery i Farmington.